# Chrysopogon micrus
Chrysopogon micrus är en tvåvingeart som beskrevs av Clements 1985. Chrysopogon micrus ingår i släktet Chrysopogon och familjen rovflugor. Inga underarter finns listade i Catalogue of Life.